# Douglas A-1 Skyraider
Douglas A-1 Skyraider (prej AD) je bil enosedežni enomotorni palubni jurišnik, ki ga je zasnovalo ameriško podjetje Douglas Aircraft Company. Zasnovali so ga v času 2. svetovne vojne. Skyraider je imel sorazmerno dolgo in uspešno kariero. Posadke so uporabljale tudi vzdevek »Spad«, po istoimenskem francoskem lovcu iz prve svetovne vojne. Glavni uporabnik so bili ameriške zračne sile, mornarica in marinci, uporabljala pa sta ga tudi Kraljeva vojna mornarica in Francosko vojno letalstvo. Skyraiderja je nasledil reaktivni LTV A-7 Corsair II.
Letalo je poganjal zračnohaljeni zvezdasti motor Wright R-3350-26WA z 2700 konjskimi silami.

## Specifikacije (A-1H Skyraider)
Podatki iz McDonnell Douglas Aircraft since 1920
Splošne karakteristike
- Posadka: 1
- Dolžina: 38 ft 10 in (11,84 m)
- Razpon kril: 50 ft 0¼ in (15,25 m)
- Višina: 15 ft 8¼ in (4,78 m)
- Površina kril: 400,3 ft² (37,19 m²)
- Teža praznega letala: 11968 lb (5429 kg)
- Naložena teža: 18106 lb (8213 kg)
- Maks. vzletna teža: 25000 lb (11340 kg)
- Pogon letala: 1 ×  radialni motor Wright R-3350-26WA, 2700 KM (2000 kW)

 Zmogljivost 
- Maks. hitrost: 322 mph (280 vozlov, 518 km/h) na 18000 ft (5500 m)
- Potovalna hitrost: 198 mph (172 vozlov, 319 km/h)
- Doseg: 1316 mi (1144 mi, 2115 km)
- Višina leta: 28500 ft (8685 m)
- Hitrost vzpenjanja: 2850 ft/min (14,5 m/s)
- Obremenitev kril: 45 lb/ft² (220 kg/m²)
- Razmerje moč/teža: 0,15 KM/lb (250 W/kg)

Oborožitev

- Topovi: 4 × 20 mm (0.79 in) M2 avtotop
- Bombe: Do 8000 lb (3600 kg) bomb, raket, torpedov